# Transistor bipolaire
 (janvier 2012).
Si vous disposez d'ouvrages ou d'articles de référence ou si vous connaissez des sites web de qualité traitant du thème abordé ici, merci de compléter l'article en donnant les références utiles à sa vérifiabilité et en les liant à la section « Notes et références ».

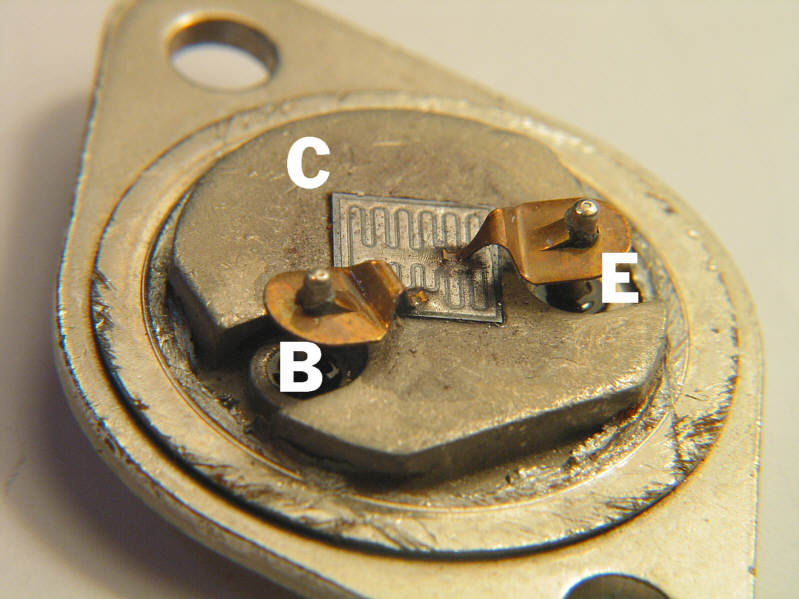
Vue interne d'un transistor bipolaire de puissance 2N3055 conçu dans les années 1970.

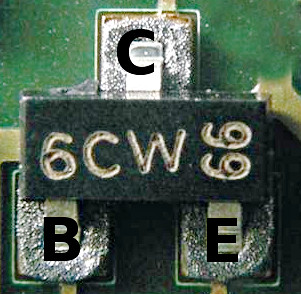
Transistor bipolaire monté en surface.

Un transistor bipolaire est un dispositif électronique à base de semi-conducteur de la famille des transistors. Son principe de fonctionnement est basé sur deux jonctions PN, l'une en direct et l'autre en inverse. La polarisation de la jonction PN inverse par un faible courant électrique (parfois appelé effet transistor) permet de « commander » un courant beaucoup plus important, suivant le principe de l'amplification de courant. Aucun électron n'est effectivement « créé » : la polarisation appropriée permet à un réservoir d'électrons libres de circuler différemment.

## Histoire

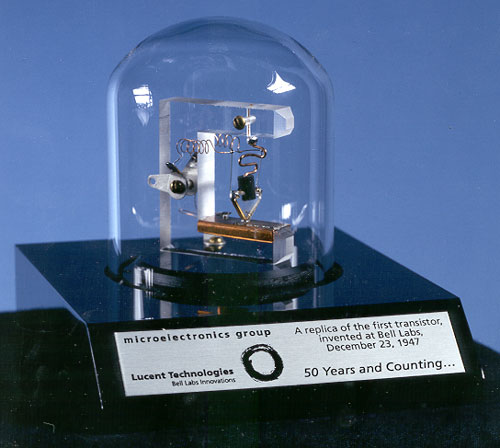
Réplique du premier transistor bipolaire inventé par les laboratoires Bell en 1947

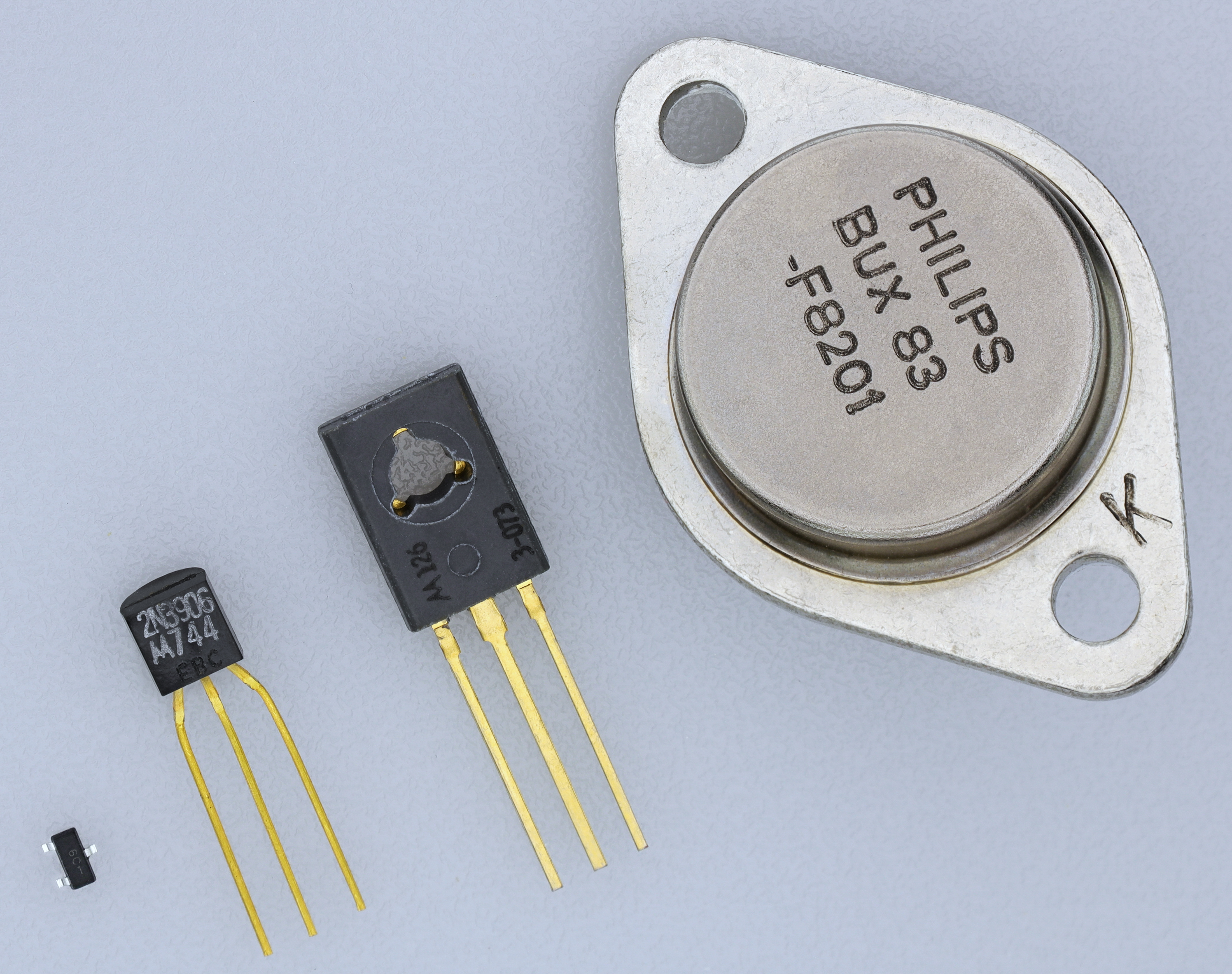
Différents types de transistors NPN/PNP

La mise au point du transistor bipolaire a permis de remplacer efficacement les tubes électroniques dans les années 1950 et ainsi d'améliorer la miniaturisation et la fiabilité des circuits électroniques.

### Transistorpoint-contact
Le transistor affiché ci-contre est la réplique du premier transistor bipolaire, inventée par deux chercheurs des laboratoires Bell et testé avec succès le 16 décembre 1947. John Bardeen et Walter Brattain sous la direction de William Shockley avaient mis en place un groupe de travail sur les semi-conducteurs dès 1945. Un premier prototype développé par Shockley ne fonctionna pas correctement et c'est avec l'aide des physiciens Bardeen et Brattain qu'il réussit à détecter et corriger les divers problèmes liés aux champs électriques dans les semi-conducteurs. Bardeen et Brattain mirent alors en place un petit dispositif composé de germanium et de deux contacts en or qui permettait d'amplifier le signal en entrée d'un facteur 100. Le 23 décembre, ils le présentèrent au reste du laboratoire. John Pierce, un ingénieur en électricité, donna le nom de « transistor » à ce nouveau composant qui fut officiellement présenté lors d'une conférence de presse à New York le 30 juin 1948.

### Transistor avec des jonctions PN
Peu après la découverte de Bardeen et Brattain, Shockley tenta une autre approche basée sur les jonctions P-N, une découverte de Russell Ohl remontant à 1940. Les travaux de Shockley ouvrirent la voie pour la réalisation des transistors bipolaires composés d'un sandwich NPN ou PNP. Toutefois, leurs fabrications posaient de réels problèmes car les semi-conducteurs étaient insuffisamment homogènes. Un chimiste du laboratoire Bell, Gordon Teal, mit au point en 1950 un procédé de purification du germanium. Morgan Sparks, Teal et d'autres chercheurs purent fabriquer des jonctions PN puis un sandwich NPN.

### Amélioration des procédés de fabrication
Les deux années suivantes furent consacrées à la recherche de nouveaux procédés de fabrication et de traitement du germanium. Le silicium était plus difficile à travailler que le germanium en raison de son point de fusion plus élevé mais il offrait une meilleure stabilité devant les changements thermiques. Néanmoins, ce n'est pas avant 1954 que le premier transistor en silicium put être réalisé. En 1952, les premiers appareils avec des transistors furent commercialisés. Les laboratoires Bell imposèrent leur savoir-faire durant toute la décennie avec notamment la mise au point du masquage par oxyde par Carl Frosch. Cette technique offrait des perspectives nouvelles pour la fabrication en masse des transistors en silicium. La photolithographie sur les plaques de silicium, un procédé développé par Jules Andrus et Walter Bond en 1955, contribua fortement à l'arrivée de nouvelles techniques d'usinage plus précises et efficaces. Encore aujourd'hui, la photolithographie constitue une étape cruciale dans la réalisation des transistors.

## Types et symboles
Les catalogues de transistors comportent un nombre élevé de modèles. On peut classer les transistors bipolaires selon différents critères :
- le type : NPN ou PNP. Ce sont deux types complémentaires, c'est-à-dire que le sens des courants et tensions pour le PNP est le complément de ceux du NPN. Les transistors NPN ayant en général des caractéristiques meilleures que les PNP (en termes de bande passante), ils sont les plus utilisés. La suite de l'article discutera donc uniquement les circuits utilisant des transistors NPN ;
- la puissance : les transistors pour l'amplification de petits signaux ne dissipent que quelques dizaines ou centaines de milliwatts. Les transistors moyenne puissance supportent quelques watts ; les transistors de puissance, utilisés par exemple dans les amplificateurs audio de puissance ou dans les alimentations stabilisées peuvent supporter, à condition d'être placés sur un dissipateur thermique adéquat, plus de 100 W ;
- la gamme de fréquence : transistors pour fréquences basses (fonctionnent correctement jusqu'à quelques MHz), moyennes (jusqu'à quelques dizaines de MHz), hautes (jusqu'à quelques GHz), encore plus hautes (fréquences maximales d'oscillation de plusieurs centaines de GHz).

La figure ci-contre montre le symbole et indique le nom des trois électrodes des transistors. On peut donc distinguer trois différences de potentiel intéressantes : VBE, VCE et VCB ; et trois courants : courant de base IB, d'émetteur IE et de collecteur IC. Cependant, ces six variables ne sont pas indépendantes. En effet, on peut écrire :
{\displaystyle V_{CE}=V_{CB}+V_{BE}} et {\displaystyle I_{E}=I_{C}+I_{B}}
Certains constructeurs proposent de nombreux réseaux de caractéristiques, mais cette tendance est en voie de disparition. De plus, les paramètres typiques des transistors se modifient avec la température, et varient fortement d'un transistor à l'autre, même pour le même modèle.

## Principe de fonctionnement

Principe physique du transistor NPN

Nous prendrons le cas d'un type NPN pour lequel les tensions VBE et VCE, ainsi que le courant entrant à la base, IB, sont positifs.
Dans ce type de transistor, l'émetteur, relié à la première zone N, se trouve polarisé à une tension inférieure à celle de la base, reliée à la zone P. La diode émetteur/base se trouve donc polarisée en direct, et du courant (injection d'électrons) circule de l'émetteur vers la base.
En fonctionnement normal, la jonction base-collecteur est polarisée en inverse, ce qui signifie que le potentiel du collecteur est bien supérieur à celui de la base. Les électrons, qui ont pour la plupart diffusé jusqu'à la zone de champ de cette jonction, sont recueillis par le contact collecteur.

Modèle simple d'un transistor en fonctionnement linéaire

Idéalement tout le courant issu de l'émetteur se retrouve dans le collecteur. Ce courant est une fonction exponentielle de la tension base-émetteur.
Une très petite variation de la tension induit une grande variation du courant
(la transconductance du transistor bipolaire est très supérieure à celle des transistors à effet de champ).
Le courant des trous circulant de la base vers l'émetteur ajouté au courant de recombinaison des électrons neutralisés par un trou dans la base correspond au courant de base IB, grossièrement proportionnel au courant de collecteur IC. Cette proportionnalité donne l'illusion que le courant de base contrôle le courant de collecteur. Pour un modèle de transistor donné, les mécanismes de recombinaisons sont technologiquement difficiles à maîtriser et le gain IC⁄IB peut seulement être certifié supérieur à une certaine valeur (par exemple 100 ou 1000). Les montages électroniques doivent tenir compte de cette incertitude (voir plus bas).
Lorsque la tension base-collecteur est suffisamment positive, la quasi-totalité des électrons est collectée, et le courant
de collecteur ne dépend pas de cette tension ; c'est la zone linéaire. Dans le cas contraire, les électrons stationnent dans la base,
se recombinent, et le gain chute ; c'est la zone de saturation. 
Deux autres modes moins fréquents sont possibles, à savoir un mode ouvert, où la polarisation des deux jonctions, vues comme des diodes, oppose celles-ci au passage de courant, et le mode actif-inversé qui échange le collecteur et l'émetteur dans le mode « n mal ». La conception du transistor n'étant pas optimisée pour ce dernier mode, il n'est que rarement utilisé.

### Principes de conception
À première vue, le transistor bipolaire semble être un dispositif symétrique, mais en pratique les dimensions et le dopage des trois parties sont très différents et ne permettent pas d'inverser émetteur et collecteur.
Le principe du transistor bipolaire repose en effet sur sa géométrie, sur la différence de dopage entre ses différentes régions, voire sur la présence d'une hétérojonction.
- Le courant des trous de la base vers l'émetteur doit être négligeable par rapport au courant d'électrons venus de l'émetteur. Cela peut être obtenu avec un dopage très élevé de l'émetteur par rapport au dopage de la base. Une hétérojonction peut aussi bloquer complètement le courant de trous, et autoriser un dopage élevé de la base[5].
- Les recombinaisons des électrons (minoritaires) dans la base riche en trous doit rester faible (moins de 1 % pour un gain de 100). Cela impose que la base soit très fine.
- La surface de collecteur est souvent plus grande que la surface de l'émetteur, pour assurer que le chemin de collection reste court (perpendiculaire aux jonctions).

### Modèle pour calculs élémentaires.
Plusieurs modèles sont disponibles pour déterminer le mode de fonctionnement d'un transistor à jonction bipolaire, tel que le modèle d'Ebers-Moll présenté ci-après. 
Un modèle simplifié est parfois suffisant. Ainsi, pour un transistor NPN, si VBC, la tension entre la base et le collecteur, est inférieur à 0,4 V et VBE est inférieur à 0,5 V, le transistor est bloqué et les courants sont nuls. Par contre, si VBC < 0,4 V et VCE > 0,3 V, où VCE est la tension entre le collecteur et l'émetteur, on est en mode actif, ou linéaire, avec Ic =β Ib et VBE = 0,7 V pour la jonction base-émetteur qui se comporte comme une diode. Par contre, si avec VBE = 0,7 V et VBC = 0,5 V, on ne peut avoir VCE > 0,3 V, prendre VCE = 0,2 V car on est en mode de saturation et la relation Ic =β Ib ne tient plus. Le modèle d'Ebers-Moll peut évidemment être utilisé en lieu et place de ces simplifications.

### Modèle d'Ebers-Moll

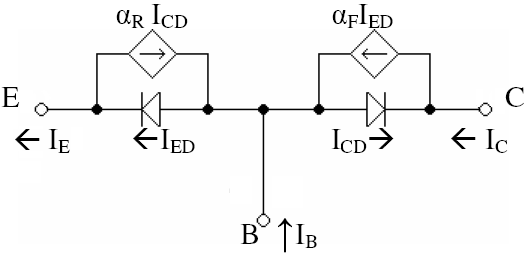
Modèle d'Ebers-Moll d'un transistor en fonctionnement linéaire

Ce modèle, introduit en 1954 par Jewell James Ebers et John L. Moll résulte de la superposition des modes Forward et Reverse.
Il consiste à modéliser le transistor par une source de courant placée entre le collecteur et l'émetteur. 
Cette source de courant comporte deux composantes, commandées respectivement par la jonction BE et la jonction BC.
Le comportement des deux jonctions est simulé par des diodes.
Il en résulte 3 équations liants les courants et les tensions . 
{\displaystyle {\begin{aligned}i_{\text{B}}&=I_{\text{S}}\left[{\frac {1}{\beta _{\text{F}}}}\left(e^{\frac {V_{\text{BE}}}{V_{\text{T}}}}-1\right)+{\frac {1}{\beta _{\text{R}}}}\left(e^{\frac {V_{\text{BC}}}{V_{\text{T}}}}-1\right)\right]\\i_{\text{C}}&=I_{\text{S}}\left[\left(e^{\frac {V_{\text{BE}}}{V_{\text{T}}}}-e^{\frac {V_{\text{BC}}}{V_{\text{T}}}}\right)-{\frac {1}{\beta _{\text{R}}}}\left(e^{\frac {V_{\text{BC}}}{V_{\text{T}}}}-1\right)\right]\\i_{\text{E}}&=I_{\text{S}}\left[\left(e^{\frac {V_{\text{BE}}}{V_{\text{T}}}}-e^{\frac {V_{\text{BC}}}{V_{\text{T}}}}\right)+{\frac {1}{\beta _{\text{F}}}}\left(e^{\frac {V_{\text{BE}}}{V_{\text{T}}}}-1\right)\right]\end{aligned}}}
Avec :
- {\displaystyle i_{\text{C}}} le courant dans le collecteur
- {\displaystyle i_{\text{B}}} le courant de base
- {\displaystyle i_{\text{E}}} le courant dans l'émetteur
- {\displaystyle \beta _{\text{F}}} le gain direct du transistor (entre 20 et 500), correspond au {\displaystyle \beta } du modèle petits signaux
- {\displaystyle \beta _{\text{R}}} le gain inverse du transistor (entre 0 et 20)
- {\displaystyle I_{\text{S}}} est le courant de saturation inverse (de l'ordre de 10−15 à 10−12 ampères)
- {\displaystyle V_{\text{T}}} la tension thermique, {\displaystyle V_{T}={\frac {k_{B}T}{e}}} (26 mV à 300 K).
- {\displaystyle V_{\text{BE}}} la tension base-émetteur
- {\displaystyle V_{\text{BC}}} la tension base-collecteur

Ce modèle est valable quel que soit le mode de conduction du transistor. Il peut être simplifié suivant la zone de fonctionnement.

#### Modèle en conduction directe
Dans ce mode, {\displaystyle V_{BE}>>V_{T}} et {\displaystyle V_{BC}\approx 0}. 
Les équations reliant les courants et tensions se simplifient alors de la façon suivante : 
{\displaystyle {\begin{aligned}I_{\text{E}}&=I_{\text{ES}}\left(e^{\frac {V_{\text{BE}}}{V_{\text{T}}}}-1\right)\\I_{\text{C}}&=\alpha _{\text{F}}I_{\text{E}}\\I_{\text{B}}&=\left(1-\alpha _{\text{F}}\right)I_{\text{E}}={\frac {1}{\beta _{\text{F}}}}I_{\text{C}}\end{aligned}}}
Avec :
- {\displaystyle \alpha _{\text{F}}={\frac {\beta _{\text{F}}}{\beta _{\text{F}}+1}}} le gain en courant en base commune (proche de 1)
- {\displaystyle I_{\text{ES}}={\frac {I_{S}}{\alpha _{F}}}} le courant de saturation inverse de la diode base-émetteur

## Caractéristiques électriques

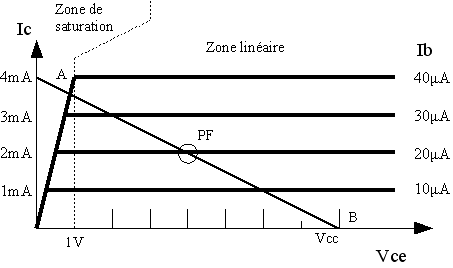
Caractéristiques idéalisées d'un transistor bipolaire.

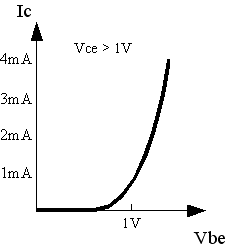
Caractéristique I_{c}/V_{BE} d'un transistor bipolaire.

La figure ci-contre montre l'allure de la caractéristique Ic / VCE. On distingue deux zones principales :
- zone de saturation : pour des tensions VCE < 1 V ; dans cette zone, Ic dépend à la fois de VCE et de Ib (La tension VCEsat se situe en général autour des 0,2 V jusqu'à Uj (Uj = 0,7 V)) ;
- zone linéaire : le courant collecteur est quasi indépendant de VCE, il ne dépend que de Ib.

Lorsque le transistor travaille dans la zone linéaire, il peut être considéré comme un amplificateur de courant : le courant de sortie, Ic est proportionnel au courant d'entrée, Ib. Le rapport Ic/Ib, appelé gain en courant du transistor, est une des caractéristiques fondamentales de celui-ci ; il est généralement noté par la lettre grecque β. Le β du transistor illustré vaut 100. Il est important de tenir compte du fait que, pour un transistor donné, β varie selon la température. Par ailleurs, les β de transistors de même type présentent une grande dispersion. Cela oblige les constructeurs à indiquer des classes de gain. Si l'on prend par exemple un transistor très répandu comme le BC107, le gain en courant varie de 110 à 460. Le constructeur teste alors les transistors après fabrication et ajoute une lettre après le numéro, pour indiquer la classe de gain A, B, C... 
La figure Ic/VBE montre que, pour un transistor travaillant dans la zone de saturation, la tension VBE varie fort peu. En dessous de VBE = 0,65 V, le transistor ne conduit pas. Lorsqu'on dépasse cette valeur, appelée tension de seuil, le courant collecteur augmente exponentiellement. On démontre ainsi que le courant collecteur Ic est égal à {\displaystyle I_{c}=\beta \,I_{s}\,\left[1+{\frac {V_{CE}}{V_{EA}}}\right]\,\exp \left({\frac {V_{BE}}{V_{th}}}\right)}, où Is correspond au courant de saturation de la jonction émetteur base et {\displaystyle V_{EA}} la tension d'Early.
En pratique, VBE est généralement compris entre 0,65 V (pour des Ic de quelques mA) et 1 V (pour les transistors de puissance parcourus par un Ic important, par exemple 1 A).
Outre le gain en courant, on utilise certaines autres caractéristiques électriques pour qualifier le fonctionnement d'un transistor :
- sa fréquence de transition {\displaystyle F_{T}}, caractéristique de sa vitesse de fonctionnement (produit gain-bande accessible) ; plus le transistor est capable d'atteindre une transconductance élevée  pour une capacité faible, plus la fréquence de transition est grande ; grâce aux progrès technologiques, on atteint ainsi de nos jours des {\displaystyle F_{T}} de plusieurs dizaines de gigahertz. Les transistors bipolaires sont en cela supérieurs aux transistors à effet de champ ;
- sa tension d'Early {\displaystyle V_{EA}}, d'autant plus grande que le transistor se comporte comme une source idéale de courant ; la résistance émetteur-collecteur correspond au ratio entre la tension d'Early et le courant collecteur ;
- sa transconductance (gain tension-courant ou pente du composant actif), directement liée au courant collecteur (en première approximation, elle vaut {\displaystyle g_{m}=I_{c}/V_{th}} où on a la tension thermique {\displaystyle V_{th}=kT/q}). Bien sûr, chaque transistor étant prévu pour fonctionner correctement dans une certaine plage de courant, il est inutile d'augmenter le courant au-delà d'une certaine limite pour accroître le gain.

## Principes généraux de mise en œuvre
Comme les paramètres d'un transistor (et tout particulièrement le β) varient avec la température et d'un transistor à l'autre, il n'est pas possible de calculer les propriétés des circuits (gain en tension) avec grande précision. Les 4 principes fondamentaux donnés ci-dessous permettent de simplifier les calculs.
1. Les courants collecteur et émetteur d'un transistor peuvent être considérés comme égaux, sauf en cas de saturation poussée ;
2. Pour qu'un courant Ic circule dans le transistor, il faut lui fournir un courant de base égal (pour un fonctionnement dans la zone de saturation) ou supérieur (pour un fonctionnement dans la zone linéaire) à Ic/β ;
3. Lorsque le transistor est conducteur, la tension base-émetteur VBE est comprise entre 0,6 et 1 V ;
4. La tension collecteur-émetteur a peu d'influence sur le courant collecteur tant qu'on travaille dans la zone linéaire des caractéristiques.

La loi suivante est utile pour les montages plus élaborés :
- pour deux transistors identiques à même température, une même tension VBE définit un même courant Ic.

## Modes de fonctionnement
D'une façon générale, on peut distinguer deux grands types de fonctionnement des transistors :
- fonctionnement dans la zone linéaire  des caractéristiques ; il est utilisé lorsqu'il s'agit d'amplifier des signaux provenant d'une source ou d'une autre (microphone, antenne…) ;
- fonctionnement en commutation : le transistor commute entre deux états, l'état bloqué (IC est nul), et l'état saturé (VCE faible). Ce mode de fonctionnement a l'avantage de dissiper peu de chaleur dans le transistor lui-même dans la mesure où on minimise en permanence, soit le courant de collecteur, soit la tension collecteur-émetteur, ce qui a conduit à l'invention des amplificateurs en classe D (modulés en largeur d'impulsion). Cependant, les circuits rapides évitent l'état saturé, qui correspond à un excès de porteurs dans la base, car ces porteurs sont longs à évacuer, ce qui allonge le temps de commutation de l'état saturé vers l'état bloqué.

Dans les paragraphes qui suivent, nous discuterons le fonctionnement du transistor comme amplificateur. Le fonctionnement en commutation est discuté en fin de l'article.

## Montages amplificateurs
Il existe trois montages de base pour le transistor bipolaire :
- le plus classique est le montage en émetteur commun dans lequel un courant est envoyé dans la base, commande le courant qui circule dans le collecteur et détermine des variations de tension aux bornes de la résistance de collecteur (Rc) et produit une tension de sortie Vout qui est une image amplifiée négativement du signal d'entrée (la tension du collecteur diminue quand le courant de base augmente) ;
- très fréquent aussi est le montage en collecteur commun appelé également émetteur suiveur. Dans ce montage, la tension de l'émetteur suit la tension de la base de façon à permettre un courant de base suffisant pour activer le courant de collecteur et faire passer un courant plus important du collecteur vers l'émetteur. C'est essentiellement un amplificateur de courant et un abaisseur d'impédance ;
- le montage en base commune est plus rare. Il est utilisé (entre autres) pour amplifier des signaux d'entrée à très basse impédance. Dans ce cas, de toutes petites variations de la tension d'entrée vont engendrer des variations importantes du courant de base et donc du courant de collecteur et d'émetteur qui vont s'ajuster de façon que la résistance interne de la source compense la variation de la tension d'entrée et vont produire des variations importante de la tension Vout.

### Polarisation
La polarisation permet de placer le point de repos du transistor (état du transistor lorsque l'on ne lui applique aucun signal) à l'endroit souhaité de sa caractéristique. La position de ce point de repos va fixer les tensions et courants de repos notés {\displaystyle I_{b_{O}},I_{c_{O}},V_{ce_{0}}} et {\displaystyle V_{be_{0}}} ainsi que la classe de l'amplificateur (A, B, AB ou C).
Du fait des capacités de liaison et de découplage, la relation courant/tension en sortie des montages à transistor est souvent différente entre les régimes statique et dynamique. Afin d'étudier le comportement du montage lors du régime statique et du régime dynamique, on calcule les droites de charge dans ces deux cas. Le point de polarisation du montage se situe à l'intersection de ces deux caractéristiques.

#### Droite de charge statique

Schéma de polarisation simple d'un transistor bipolaire

La façon la plus simple de polariser un montage de type « émetteur commun » est représentée sur le schéma ci-contre. L'émetteur est à la masse, la base est reliée à la tension d'alimentation {\displaystyle V_{cc}} par l'intermédiaire de R1, le collecteur est relié à {\displaystyle V_{cc}} par l'intermédiaire de R2. Pour des raisons de simplifications, le montage n'est pas chargé. Les relations entre les résistances R1 et R2 et les différentes tensions sont les suivantes :
{\displaystyle R_{1}={\frac {V_{cc}-V_{be_{0}}}{I_{b_{O}}}}}
et :
{\displaystyle R_{2}={\frac {V_{cc}-V_{ce_{0}}}{I_{c_{O}}}}}
qui peut être ré-écrite de la façon suivante :
{\displaystyle R_{2}={\frac {V_{cc}-V_{ce_{0}}}{\beta I_{b_{O}}}}}
Ce schéma simple souffre toutefois d'un grand défaut : les résistances calculées dépendent fortement du gain en courant β du transistor. Or, ce gain en courant change d'un transistor à l'autre (et cela même si les transistors possèdent les mêmes références) et varie fortement en fonction de la température. Avec un tel montage, le point de polarisation du transistor n'est pas maîtrisé. On lui préfère donc des montages plus complexes mais dont le point de polarisation dépend moins du gain en courant β du transistor.

Schéma pratique de polarisation.

Pour éviter ce problème, on a recours au schéma complet indiqué ci-dessous. Les résistances R1 et R2 forment un diviseur de tension qui fixe non plus le courant base mais la tension entre base et le zéro. Connaissant cette tension sur la base, on en déduit la tension sur l'émetteur en lui  ôtant {\displaystyle V_{be_{0}}} (en général 0,6 V pour les transistors silicium) . Enfin, connaissant la tension  sur l'émetteur, on définit le courant émetteur en choisissant R4.
La relation entre les courants et tension peut s'écrire ainsi :
{\displaystyle I_{c_{O}}={\frac {\beta (V_{eq}-V_{be_{0}})}{R_{eq}+(\beta +1)R_{4}}}}
avec :
{\displaystyle R_{eq}={\frac {R_{1}R_{2}}{R_{1}+R_{2}}}}
et
{\displaystyle V_{eq}=V_{cc}{\frac {R_{2}}{R_{1}+R_{2}}}}
Si {\displaystyle R_{eq}} est petit devant {\displaystyle (\beta +1)R_{4}}, la relation courant/tension peut s'écrire :
{\displaystyle I_{c_{O}}={\frac {(V_{eq}-V_{be_{0}})}{R_{4}}}}
Le courant de polarisation est alors indépendant du gain en courant β du transistor et est stable en fonction de la température. Cette approximation revient aussi à choisir R1 et R2 de façon que le courant qui les traverse soit grand devant {\displaystyle I_{b0}}. Ainsi, la tension appliquée à la base du transistor dépend peu du courant de base {\displaystyle I_{b0}}.
La droite de charge statique est une droite tracée dans la figure qui donne {\displaystyle I_{c}} en fonction de {\displaystyle V_{ce}}. Elle passe par le point {\displaystyle V_{cc}} sur l'axe des x, et le point {\displaystyle V_{cc}/(R_{3}+R_{4})} sur l'axe des y. Pour une tension d'alimentation, une charge {\displaystyle R_{3}} et une résistance d'émetteur {\displaystyle R_{4}} données, cette droite de charge indique le point de fonctionnement.

#### Caractéristiques dynamiques

schéma d'un montage émetteur commun.

Le schéma complet d'un amplificateur à émetteur commun est représenté sur la figure ci-contre. Comparé au schéma utilisé lors du calcul du point de polarisation, le schéma utilisé comporte en plus les condensateurs de liaison C1 et C2, la capacité de découplage C3 ainsi qu'une charge Rl.
Les condensateurs de liaison « empêchent » les tension et courant continus de se propager dans tout le montage et de se retrouver en entrée et en sortie ou de modifier la polarisation des autres montages présents dans le circuit final. Les capacités de découplage permettent « d'enlever » certains composants (ici R4) du montage dans une certaine gamme de fréquence.
La valeur des condensateurs de couplage C1 et C2 est choisie de façon que ceux-ci aient une impédance suffisamment faible dans toute la gamme des fréquences des signaux à amplifier :
- par rapport à la résistance d'entrée de l'étage pour le condensateur C1 ;
- par rapport à la résistance de charge pour le condensateur C2 ;

La valeur de C3 choisie de façon que son impédance soit faible comparée à celle de R4 dans la gamme de fréquence désirée.
Les condensateurs C1, C2 et C3 n'avaient pas été représentés jusqu'à présent, car ils possèdent une impédance infinie au continu. La charge Rl n'était, elle aussi, pas présente car le condensateur C2 empêchait le courant continu dû à la polarisation de la traverser et donc d'influencer les caractéristiques statiques du montage.

Schéma équivalent petits signaux d'un montage émetteur commun en basses fréquences

Afin de calculer les caractéristiques du montage en régime dynamique, on a recours à un modèle petits signaux du transistor. Ce modèle permet de décrire le comportement du transistor autour de son point de polarisation. Le modèle utilisé ici est le plus simple possible. Il modélise le transistor grâce à une résistance Rbe et une source de courant dont l'intensité est proportionnelle au courant de base. Si l'on désire une modélisation plus fine du transistor, il faut utiliser un modèle plus complexe (Ebers-Moll par exemple). La résistance Rbe modélise la pente de la droite VBE(Ib) au point de polarisation et se calcule comme suit :
{\displaystyle R_{be}={\frac {V_{t}}{I_{be_{0}}}}={\frac {kT}{qI_{be_{0}}}}}
avec : Vt la tension thermique, k la constante de Boltzmann, q la charge élémentaire, et T la température du transistor en kelvins. À température ambiante, Vt vaut 25 mV. 
Avec ce modèle, on obtient facilement :
{\displaystyle V_{s}={\frac {R_{3}R_{l}}{R_{3}+R_{l}}}I_{C}}
{\displaystyle I_{b}={\frac {V_{e}}{R_{be}}}}
{\displaystyle I_{c}=\beta I_{b}}
Si on note G le gain en tension de l'étage et S, sa transconductance. on obtient :
{\displaystyle G={\frac {V_{s}}{V_{e}}}={\frac {\beta R_{3}R_{l}}{R_{be}(R_{3}+R_{l})}}}
{\displaystyle S={\frac {I_{c}}{V_{e}}}={\frac {\beta }{R_{be}}}}
La transconductance peut être définie comme suit : c'est la variation du courant collecteur due à une variation de la tension base-émetteur ; elle s'exprime en A/V. Elle est essentiellement déterminée par le courant continu d'émetteur Ie (fixé par le circuit de polarisation).

### Puissance dissipée dans le transistor
Pour un montage amplificateur en classe A, la puissance dissipée dans le transistor vaut :
{\displaystyle P=V_{ce}\,I_{c}+V_{be}\,I_{b}}
où {\displaystyle V_{ce}} et {\displaystyle V_{be}} sont les différences de potentiels continues entre le collecteur et l'émetteur, la base et l'émetteur, et {\displaystyle I_{c}}, {\displaystyle I_{b}} sont respectivement les courants de collecteur et de base. Cette puissance ne varie pas lorsqu'un signal est appliqué à l'entrée de l'amplificateur. Comme le gain en courant (bêta) du transistor est généralement très élevé (quelques dizaines à quelques centaines), le second terme est généralement négligeable.
Pourquoi calculer la puissance dissipée dans le transistor ? Pour évaluer la température de la jonction ce du transistor, qui ne peut dépasser environ 150 °C pour un fonctionnement normal de l'amplificateur.
La température de jonction sera calculée à l'aide de la Loi d'Ohm thermique.
Dans notre exemple, la puissance dissipée dans le transistor vaut {\displaystyle 4,2\cdot 10^{-3}+0,65\cdot 20\cdot 10^{-6}=4,2{\text{ mW}}}. La température de la jonction, si la température ambiante est de 25 °C et la résistance thermique jonction-ambiance de 500 °C/W, vaut {\displaystyle 25+500\cdot 4,2\cdot 10^{-3}} soit 27,11 °C.

## Le transistor en commutation

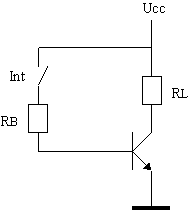
Montage d'un transistor pour fonctionnement en commutation

On appelle fonctionnement en tout-ou-rien, un mode de fonctionnement du transistor où ce dernier est soit bloqué, soit parcouru par un courant suffisamment important pour qu'il soit saturé (c'est-à-dire {\displaystyle V_{ce}} réduite à moins de 1 V). Dans la figure ci-contre, lorsque l'interrupteur Int est ouvert, {\displaystyle I_{b}} est nul, donc {\displaystyle I_{c}} est nul et {\displaystyle V_{c}=Ucc} (point B sur les caractéristiques du transistor). Par contre, lorsque l'on ferme Int, un courant {\displaystyle (Ucc-V_{be})/R_{B}} circule dans la base. Le transistor va donc essayer d'absorber un courant collecteur {\displaystyle I_{c}} égal à {\displaystyle \beta \,I_{b}}. Cependant, généralement, la charge RL est choisie pour que {\displaystyle I_{c}} soit limité à une valeur inférieure à {\displaystyle \beta \,I_{b}}, typiquement {\displaystyle 10I_{b}}. Le transistor est alors saturé (point A sur les caractéristiques). 

### Puissance dissipée dans le transistor
La puissance dissipée dans le transistor peut être calculée par la formule :
{\displaystyle P=(V_{ce}\,I_{c}+V_{be}\,I_{b})\,}
{\displaystyle V_{ce}}, {\displaystyle V_{be}}, {\displaystyle I_{c}}, {\displaystyle I_{b}} ont été définis ci-dessus, RC est le rapport cyclique, c’est-à-dire la fraction du temps durant laquelle le transistor est conducteur. Dans un fonctionnement en commutation, la puissance dissipée dans le transistor est beaucoup plus faible que celle dissipée dans la charge. En effet, lorsque le transistor est bloqué, {\displaystyle I_{c}} et {\displaystyle I_{b}} sont nuls et donc P vaut 0 ; et quand le transistor conduit, {\displaystyle I_{c}} peut être élevé (jusqu'à plusieurs ampères pour les transistors de puissance) mais {\displaystyle V_{ce}} est faible, c'est la tension de saturation (0,2 à 1 V). La puissance dissipée dans la charge vaut, elle
{\displaystyle P=((U_{cc}-V_{ce})\,I_{c})\,}
où {\displaystyle U_{cc}} est la tension d'alimentation.

### Applications
Le fonctionnement en tout-ou-rien est fréquemment utilisé pour piloter des charges telles que :
- ampoules à incandescence ; il faut utiliser des ampoules dont la tension nominale est égale ou légèrement supérieure à Ucc (lorsqu'une ampoule est alimentée par une tension inférieure à sa tension nominale, elle éclaire moins mais sa durée de vie est accrue) ;
- Diode électroluminescente ou DEL ; dans ce cas, la diode est placée en série avec RL, cette dernière servant à limiter le courant dans la diode ; la tension aux bornes d'une DEL varie entre 1,5 et 3,6 V selon le courant qui la parcourt et sa couleur (qui dépend du matériau  employé pour sa fabrication) ;
- bobine de relais : la tension nominale de la bobine du relais sera choisie égale à {\displaystyle U_{cc}} ; il faut placer en parallèle de la bobine une diode dont la cathode est reliée à {\displaystyle U_{cc}} ; la diode protégera le transistor en évitant l'apparition d'une surtension importante au moment où {\displaystyle I_{c}} est interrompu.

#### Exemple
Imaginons une ampoule de 12 W que l'on souhaite piloter. Nous choisirons une alimentation {\displaystyle U_{cc}} de 12 V, et un transistor capable de supporter le courant de l'ampoule, soit 1 A.
La résistance de base sera calculée pour fournir à la base un courant I/10, soit 100 mA. RB vaudra donc 12 / 100 × 10-3 = 120 Ω. La puissance dissipée dans le transistor, quand il conduit, vaut 0,2 × 1 + 0,75 × 100 × 10-3 = 275 mW. Les valeurs typiques prises ici sont {\displaystyle V_{ce}} en saturation 0,2 V et {\displaystyle V_{be}} en saturation 0,75 V.
Ici, contrairement à la situation où le transistor n'est pas saturé, la puissance liée au courant de base n'est plus négligeable par rapport à la puissance liée au courant collecteur. Ceci est dû au fait que la tension collecteur-émetteur est très faible lors de la saturation.
Au moment de l'allumage de l'ampoule, son filament est froid et présente une résistance bien inférieure à sa résistance à chaud ; dès lors, le courant circulant dans l'ampoule et donc dans le transistor juste après l'allumage est bien plus élevé que le 1 A qui circule une fois le filament chaud ; il faut donc choisir un transistor capable d'accepter cette pointe de courant à l'allumage.